# Хофакер, Цезарь фон
Цезарь фон Хофакер (нем. Caesar (Cäsar) von Hofacker) (2 марта 1896, Людвигсбург — 20 декабря 1944, Берлин) — подполковник люфтваффе и участник заговора 20 июля.

## Биография
Родился в семье генерала Эберхарда фон Хофакера, участника Первой мировой войны.
Основная деятельность Хофакера в связи с событиями, кульминацией которых стало покушение на Гитлера в ставке «Волчье логово» 20 июля 1944 года, заключалась в том, чтобы действовать в качестве тайного связного между его двоюродным братом Клаусом фон Штауффенбергом и другим заговорщиком в оккупированном Париже, генералом Карлом-Генрихом фон Штюльпнагелем. Хофакер оценивал шансы на успешный военный переворот как «только десять процентов». Пытался также привлечь к участию в заговоре фельдмаршала Эрвина Роммеля, пользуясь тем, что тот служил под началом его отца в Первой мировой войне. Хотя Роммель поддержал заговор, он не согласился с тем, что следует убить фюрера.
Хофакер был арестован 26 июля 1944 в Париже и доставлен в штаб-квартиру гестапо в Берлине, где, по данным Уильяма Ширера, изложенным в книге «Взлёт и падение III рейха», он подвергся ужасным пыткам. После чего был судим Народной судебной палатой, признан виновным в государственной измене и 30 августа 1944 года приговорён к смертной казни. Он был повешен в тюрьме Плётцензее.

## Награды
Получил многочисленные награды, среди них:
- Железный крест 2-го и 1-го класса
- Знак военного лётчика (Пруссия)
- Золотая медаль «За военные заслуги» (Вюртемберг) (20 февраля 1917)
- Нагрудный знак пилота (Османская империя)
- Памятный знак пилота (Пруссия)
- Почетный крест ветерана войны с мечами
- Нагрудный знак наблюдателя
- Пряжка к Железному кресту 2-го класса